# 阿拉伯書法
阿拉伯书法指基于书写阿拉伯语的书法艺术实践，使用阿拉伯语字母，属于伊斯兰书法的一种。它在阿拉伯语中被称为“khatt”（خَطّ），源自“线条”、“设计”或“构造”等词。有8种基本字体，库法体是阿拉伯文字中最古老的形式。
阿拉伯文字最初是为了抄写《古兰经》而发展起来的。字形都是由严格的规则决定的。
从艺术角度来看，阿拉伯书法因其多样性和巨大的发展潜力而广为人知和赞赏。事实上，在阿拉伯文化中，它与宗教、艺术、建筑、教育和工艺等各个领域息息相关，这些领域反过来又在其发展中发挥了重要作用。
虽然大多数伊斯兰书法使用阿拉伯语，而大多数阿拉伯书法也使用伊斯兰信条，但两者并不完全相同。例如，科普特语或其他阿拉伯语的基督教手抄本也使用阿拉伯文。同样，波斯语和奥斯曼土耳其语中也存在伊斯兰书法。